# Spandiyadh
Spandiyadh o també Spendiad i Isfandiyar (en persa mitjà: 𐭮𐭯𐭣𐭩𐭲) va ser una de les set grans cases que van existir durant l'Imperi Persa i l'Imperi Sassànida, anomenades el set clans parts. Es deien descendents de la dinastia dels arsàcides.
Igual que la dinastia de Mihran, la seva seu es trobava a Rayy, i això va fer que l'erudit alemany Theodor Nöldeke suggerís que les dues dinasties podrien haver estat la mateixa família. Com la majoria de les altres set grans cases, la Casa de Spandiyadh era d'origen part. La família afirmava ser descendent de la llegendària figura del Kayànida Esfandiyār, fill de Vishtaspa, que segons les fonts del zoroastrisme va ser un dels primers seguidors de Zoroastre.